# قفر
قفر (بالفارسية: قفر) هي قرية تقع في قسم دالانكوه الريفي في إيران. يقدر عدد سكانها بـ 1063 نسمة بحسب إحصاء 2016.